# Znak dzielenia
Znak dzielenia – znak matematyczny równoznaczny z kreską ułamkową. Jest dwuargumentowym predykatem oznaczającym iloraz swoich argumentów.
W Unikodzie znak dzielenia występuje w wersjach:
| Znak | Unicode | Kod HTML                       | Nazwa unikodowa     | Nazwa polska          |
| ---- | ------- | ------------------------------ | ------------------- | --------------------- |
| ÷    | U+00F7  | &divide; lub &#xF7; lub &#247; | DIVISION SIGN       | znak dzielenia        |
| ➗   | U+2797  | &#x2797; lub &#10135;          | HEAVY DIVISION SIGN | ciężki znak dzielenia |

|  |